# Puchar Polski 2018-2019
La Puchar Polski 2018-2019 è stata la 65ª edizione della coppa nazionale polacca, organizzata dalla PZPN. La competizione è iniziata l'8 agosto 2018 e si è conclusa il 2 maggio del 2019 con la vittoria del Lechia Danzica. La squadra detentrice del trofeo era il Legia Varsavia.

## Turno preliminare
| Squadra 1         | Risultato       | Squadra 2            |
| ----------------- | --------------- | -------------------- |
| 7 agosto 2018     |                 |                      |
| Znicz Pruszków    | 1 – 2           | Wisła Puławy         |
| 8 agosto 2018     |                 |                      |
| Stal Stalowa Wola | 2 – 3           | Legionovia Legionowo |
| Błękitni Stargard | 1 – 2           | Kluczbork            |
| Rybnik            | 1 – 1 (5-4 dtr) | Gwardia Koszalin     |

## Primo turno
| Squadra 1             | Risultato       | Squadra 2           |
| --------------------- | --------------- | ------------------- |
| 25 settembre 2018     |                 |                     |
| ŁKS                   | 0 – 1 (dts)     | Lech Poznań         |
| Swietochlowice        | 0 – 3           | Arka Gdynia         |
| Gryf Wejherowo        | 1 – 3           | OKS 1945 Olsztyn    |
| Siarka Tarnobrzeg     | 1 – 4           | Wisła Płock         |
| Glubczyce             | 0 – 8           | Chrobry Głogów      |
| Chojniczanka Chojnice | 0 – 1           | Legia Varsavia      |
| Pogoń Siedlce         | 2 – 1           | Stal Mielec         |
| Ruch Chorzów          | 1 – 5           | Odra Opole          |
| Wisła Cracovia        | 1 – 1 (4-5 dtr) | Lechia Danzica      |
| 26 settembre 2018     |                 |                     |
| Olimpia Elbląg        | 0 – 3           | Śląsk Breslavia     |
| Resovia Rzeszów       | 2 – 0           | Warta Poznań        |
| Elana Toruń           | 1 – 3           | Bytovia Bytów       |
| Starogard Gdanski     | 1 – 0           | Górnik Łęczna       |
| Drwinia               | 0 – 1           | Wisła Puławy        |
| Falubaz Zielona Góra  | 0 – 1           | Wigry Suwałki       |
| Huragan Morąg         | 3 – 2           | Zagłębie Lubin      |
| Baltyk Koszalin       | 1 – 3 (dts)     | Rozwój Katowice     |
| Lechia Dzierżoniów    | 0 – 1           | Jagiellonia         |
| Legionovia Legionowo  | 2 – 1           | GKS Tychy           |
| Paradyż               | 0 – 7           | Puszcza Niepołomice |
| Rybnik                | 1 – 3           | KS Cracovia         |
| Polonia Środa         | 4 – 3           | Radomiak Radom      |
| Tur Bielsk Podlaski   | 1 – 4           | Nieciecza           |
| GKS Jastrzębie        | 1 – 2           | Piast Gliwice       |
| Kluczbork             | 0 – 2           | Podbeskidzie        |
| Sandecja Nowy Sącz    | 0 – 3           | Miedź Legnica       |
| GKS Bełchatów         | 1 – 1 (6-5 dtr) | Garbarnia Cracovia  |
| GKS Katowice          | 1 – 1 (4-3 dtr) | Pogoń Stettino      |
| 27 settembre 2018     |                 |                     |
| Olimpia Grudziądz     | 0 – 0 (5-3 dtr) | Zagłębie Sosnowiec  |
| 2 ottobre 2018        |                 |                     |
| Hrubieszow            | 0 – 9           | Górnik Zabrze       |
| 3 ottobre 2018        |                 |                     |
| Wisła Sandomierz      | 3 – 2           | Korona Kielce       |
| Victoria Sulejówek    | 0 – 4           | Raków Częstochowa   |

## Sedicesimi di finale
| Squadra 1            | Risultato       | Squadra 2           |
| -------------------- | --------------- | ------------------- |
| 30 ottobre 2018      |                 |                     |
| Huragan Morąg        | 0 – 1           | Arka Gdynia         |
| Bytovia Bytów        | 0 – 3           | Śląsk Breslavia     |
| Raków Częstochowa    | 1 – 0           | Lech Poznań         |
| Pogoń Siedlce        | 1 – 2           | Chrobry Głogów      |
| Piast Gliwice        | 1 – 1 (2-4 dtr) | Legia Varsavia      |
| 31 ottobre 2018      |                 |                     |
| Legionovia Legionowo | 0 – 1           | Górnik Zabrze       |
| Wisła Sandomierz     | 3 – 2 (dts)     | Podbeskidzie        |
| Polonia Środa        | 0 – 1           | Odra Opole          |
| Nieciecza            | 2 – 0           | KS Cracovia         |
| Olimpia Grudziądz    | 2 – 7           | Wisła Płock         |
| Wisła Puławy         | 0 – 1           | Rozwój Katowice     |
| GKS Bełchatów        | 0 – 1           | Miedź Legnica       |
| GKS Katowice         | 0 – 1 (dts)     | Jagiellonia         |
| 7 novembre 2018      |                 |                     |
| Starogard Gdanski    | 1 – 3           | Puszcza Niepołomice |
| Resovia Rzeszów      | 1 – 3           | Lechia Danzica      |
| Wigry Suwałki        | 3 – 2           | OKS 1945 Olsztyn    |

## Ottavi di finale
| Squadra 1           | Risultato   | Squadra 2         |
| ------------------- | ----------- | ----------------- |
| 4 dicembre 2018     |             |                   |
| Puszcza Niepołomice | 3 – 1       | Wisła Płock       |
| Śląsk Breslavia     | 0 – 1       | Miedź Legnica     |
| Arka Gdynia         | 0 – 2       | Jagiellonia       |
| 5 dicembre 2018     |             |                   |
| Wisła Sandomierz    | 0 – 1       | Odra Opole        |
| Nieciecza           | 1 – 3       | Lechia Danzica    |
| Chrobry Głogów      | 0 – 3       | Legia Varsavia    |
| 6 dicembre 2018     |             |                   |
| Rozwój Katowice     | 1 – 4 (dts) | Górnik Zabrze     |
| Wigry Suwałki       | 0 – 3       | Raków Częstochowa |

## Quarti di finale
| Squadra 1           | Risultato   | Squadra 2      |
| ------------------- | ----------- | -------------- |
| 27 febbraio 2019    |             |                |
| Górnik Zabrze       | 1 - 2       | Lechia Danzica |
| 12 marzo 2019       |             |                |
| Odra Opole          | 0 - 2       | Jagiellonia    |
| 13 marzo 2019       |             |                |
| Raków Częstochowa   | 2 - 1 (dts) | Legia Varsavia |
| 14 marzo 2019       |             |                |
| Puszcza Niepołomice | 0 - 1       | Miedź Legnica  |

## Semifinali
| Squadra 1         | Risultato | Squadra 2      |
| ----------------- | --------- | -------------- |
| 9 aprile 2019     |           |                |
| Jagiellonia       | 2 - 1     | Miedź Legnica  |
| 10 aprile 2019    |           |                |
| Raków Częstochowa | 0 - 1     | Lechia Danzica |

## Finale
| Arbitro: | Bartosz Frankowski |

|  |           |               |
|  | Marcatori | 90+6’ Sobiech |